# Flamingo-americano

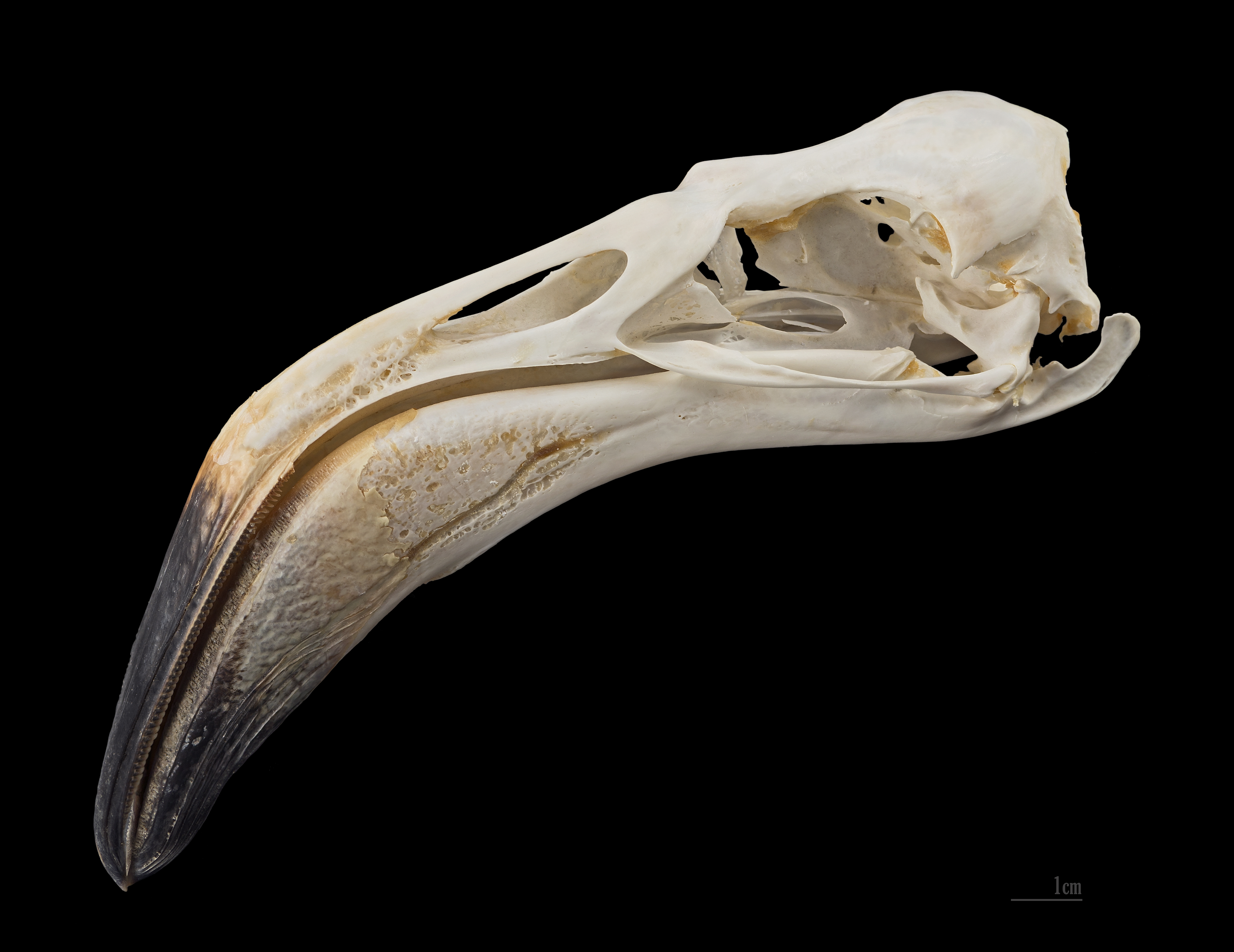
Crânio

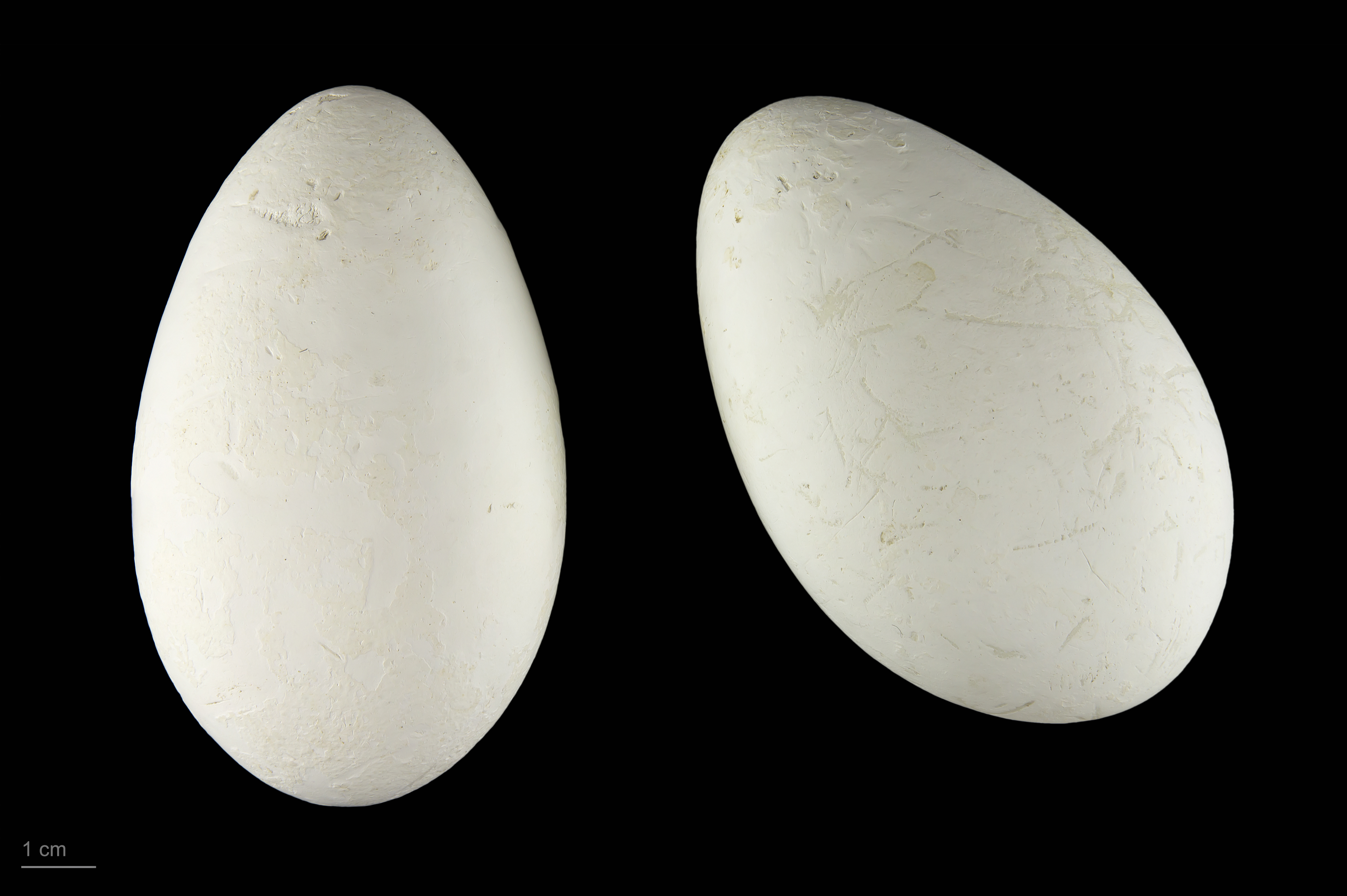
Phoenicopterus ruber - MHNT

Phoenicopterus ruber L., vulgarmente conhecido como flamingo, ganso-do-norte, gansão, ganso-cor-de-rosa e maranhão, é uma ave pernalta que pertence à família Phoenicopteridae e à ordem Phoenicopteriformes. Habita a costa atlântica tropical e subtropical, desde os Estados Unidos até o estuário do rio Amazonas.

## Etimologia
Flamingo vem de "flama", numa alusão à tonalidade rosa de suas penas.

## Descrição
Tida como uma das mais graciosas e estranhas aves da avifauna mundial, o flamingo é o resultado inesperado da adaptação aos meios aquáticos que frequenta. Ave pernalta, pode ultrapassar um metro e meio de altura. Em média, os machos são um pouco maiores e têm o pescoço mais comprido do que as fêmeas. A envergadura das asas dos flamingos varia entre os 140 e os 165cm. 
Sua plumagem apresenta uma variação considerável entre o rosa pálido e um rosa mais intenso. As penas de cobertura das asas são rosa vivo, chegando a vermelho-carmim, e as penas de voo são pretas. As patas, tal como o bico, são igualmente rosa, com exceção da ponta do bico, que é preta,. Os juvenis têm o pescoço e as patas mais curtos e a plumagem, que inicialmente é castanho-acinzentado vai, à medida que o indivíduo se aproxima da maturidade, sendo substituída por uma plumagem branca e finalmente rosada.
No Brasil, o único lugar onde nidifica é no cabo Orange, fronteira com a Guiana Francesa. Entretanto, mesmo nessa região pouco habitada, a espécie encontra-se ameaçada de extinção em virtude do estabelecimento de plantações de arroz, das salinas ao longo da costa, da caça predatória e da captura de seus ovos. Em Portugal, não há registos de nidificação desta espécie.